# Ferrovia Soletta-Niederbipp
La ferrovia Soletta-Niederbipp  è una linea ferroviaria a scartamento metrico della Svizzera. È popolarmente nota con il soprannome Bipperlisi.

## Storia
Nel 1904 si costituì un comitato per la costruzione di una ferrovia tra Soletta e Niederbipp, che ottenne la concessione della linea il 27 giugno 1906. La carenza di finanziamenti fece sì che i lavori iniziassero solo nel 1914, per essere interrotti poco dopo a causa dello scoppio della prima guerra mondiale. Ripresi l'anno successivo, nel 1916 fu completata la tratta tra Soletta Baseltor e Attiswil.
A causa di cambiamenti nei progetti di costruzione e di difficoltà nella fornitura dei materiali, la linea poté essere inaugurata solo il 9 gennaio 1918. La linea fu esercitata dalla Solothurn-Niederbipp-Bahn (SNB), che già dal 1916 aveva stipulato accordi di cooperazione con la vicina Langenthal-Jura-Bahn (LJB), esercente la linea Langenthal-Niederbipp-Oensingen.
La SNB pensò ad un'estensione della propria rete, richiedendo nel 1919 le concessioni per le linee Soletta-Grenchen e Soletta-Recherswil, mai costruite a causa di sopraggiunte difficoltà finanziarie; altro progetto, questa volta coronato da successo, fu il prolungamento della linea da Soletta Baseltor alla stazione FFS, inaugurato il 7 settembre 1925.
A fine anni Venti la situazione finanziaria della SNB peggiorò, con un calo del traffico passeggeri e merci che si arrestò solo con la mobilitazione per la seconda guerra mondiale.
Nel 1959 SNB e Oberaargau-Jura-Bahnen (OJB, nata l'anno prima dalla fusione di LJB e LMB) stipularono un accordo di cooperazione, esteso nel 1964 alla ferrovia Biel-Täuffelen-Ins (BTI), nel 1983 alla Bielersee-Schifffahrts-Gesellschaft (BSSG) e nel 1984 alla Ligerz-Tessenberg-Bahn (LTB). Il consorzio prese nel 1985 il nome Oberaargau-Solothurn-Seeland-Transport (OSST).
Il 21 giugno 1999 (con effetto retroattivo dal 1º gennaio) la SNB si fuse con la BTI, la Oberaargauischen Automobilkurse (OAK) e la Regionalverkehr Oberaargau (RVO, denominazione dal 1990 della OJB) nella Aare Seeland mobil (ASm), nuova esercente della linea.

## Caratteristiche
La linea, a scartamento metrico, è lunga 14,4 km. È elettrificata a corrente continua con la tensione di 1.200 V (1.000 V tra il 1918 e il 1925). Il raggio di curva minimo è di 40 metri, la pendenza massima del 45 per mille.
La tratta tra Niederbipp e Oberbipp, lunga circa 2,5 km, è dal 1969 a tre rotaie, per permettere il transito di rotabili a scartamento normale verso il deposito di prodotti petroliferi di Oberbipp.

### Percorso
| Continuation backward |

| Unknown route-map component "d" | Unknown route-map component "ABZg+l" | Unknown route-map component "dCONTfq" |  |  |

| Station on track |

| Unknown route-map component "dCONTg" | Unknown route-map component "LSTR" | Unknown route-map component "d" |  |  |

| Unknown route-map component "dCONTgq" | Unknown route-map component "dABZql" | Unknown route-map component "ABZg+r" |  | Water |  |

|  | Straight track | Unknown route-map component "STR+l" | Unknown route-map component "hKRZWaeq" | Unknown route-map component "STR+r" |

| Unknown route-map component "KXBHFa-L" | Unknown route-map component "XBHF-R" | Unknown route-map component "KHSTxe" | Water | Straight track |

| Straight track | Straight track | Unknown route-map component "exKBHFe" |  | Straight track |

| Unknown route-map component "dCONTgq" | One way rightward + Unknown route-map component "STRc2" | Unknown route-map component "ABZg3" |  |  | Straight track | Unknown route-map component "d" |

| Unknown route-map component "CONT1" | Unknown route-map component "STR+c4" |  |  | Straight track |

|  | Unknown route-map component "LSTR" |  |  | Stop on track |

|  | Unknown route-map component "LSTR" |  |  | Stop on track |

|  | Unknown route-map component "LSTR" |  |  | Station on track |

|  | Unknown route-map component "LSTR" |  |  | Stop on track |

|  | Unknown route-map component "LSTR" |  |  | Station on track |

|  | Unknown route-map component "LSTR" |  |  | Stop on track |

|  | Unknown route-map component "LSTR" |  |  | Unknown route-map component "eHST" |

|  | Unknown route-map component "LSTR" |  |  | Unknown route-map component "HSTeBHF" |

|  | Unknown route-map component "LSTR" |  |  | Non-passenger station/depot on track |

|  | Unknown route-map component "LSTR" |  |  | Unknown route-map component "HSTeBHF" |

|  | Unknown route-map component "LSTR" |  |  | Station on track |

|  | Unknown route-map component "LSTR" |  |  | Station on track |

|  | Unknown route-map component "d" | Unknown route-map component "LSTR" |  |  | Unknown route-map component "nABZlr" + Unknown route-map component "exSTR" + Unknown route-map component "tSTR" | Unknown route-map component "d" + Unknown route-map component "nKBSTeq" |

|  | Unknown route-map component "LLSTR2" | Unknown route-map component "LLSTRc3" |  | Unknown route-map component "exSTR" + Unknown route-map component "tSTR" |

|  | Unknown route-map component "LLSTRc1" | Unknown route-map component "LLSTR2+4" | Unknown route-map component "LLSTRc3" | Unknown route-map component "exSTR" + Unknown route-map component "tHST" |

|  |  | Unknown route-map component "LLSTRc1" | Unknown route-map component "LLSTR+4" | Unknown route-map component "nSTR+l" + Unknown route-map component "exSTR" + Unknown route-map component "tSTR" |

|  |  | Unknown route-map component "CONTgq" | Unknown route-map component "KRZo" | Unknown route-map component "xABZg+r" + Unknown route-map component "tSTR" |

|  |  |  | Unknown route-map component "ABZg+nl" | Unknown route-map component "ABZgnr" + Unknown route-map component "exSTR" + Unknown route-map component "tSTR" |

|  |  |  | Unknown route-map component "dSTR" | Unknown route-map component "v-STR" + Unknown route-map component "exv-SHI2r" + Unknown route-map component "tv-SHI2r" |

|  |  |  | Unknown route-map component "xvSTR" + Unknown route-map component "tv-STR" + Unknown route-map component "vKBHFa-L" | Unknown route-map component "dKBHFxe-R" |

|  |  |  | Unknown route-map component "v-STR" | Unknown route-map component "xvSTR-STRl" | Unknown route-map component "exdCONTfq" |

|  |  | Unknown route-map component "v-CONTf" | Unknown route-map component "dSTR" |

|  |  |  | Continuation forward |

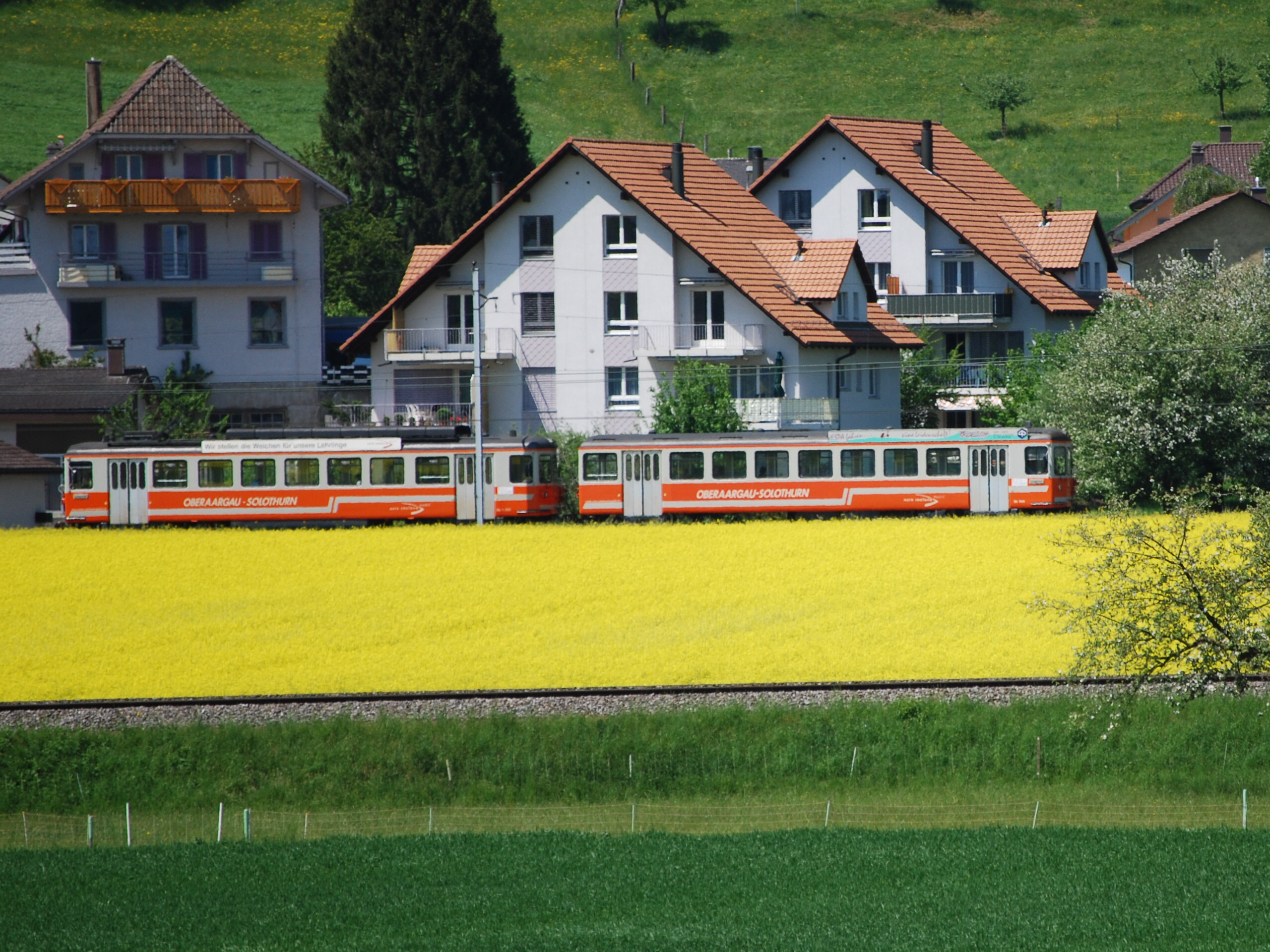
Un convoglio nei pressi di Niederbipp

La linea parte dalla stazione di Soletta, nodo ferroviario situato sulla ferrovia Losanna-Olten. Attraversato il fiume Aar e usciti dalla città si toccano le località di Feldbrunnen, Riedholz, Attiswil, Wiedlisbach e Oberbipp. Il capolinea di Niederbipp è comune alla linea tra Langenthal e Oensingen, anch'essa gestita dall'ASm.

## Materiale rotabile
All'apertura il materiale rotabile consisteva in due elettromotrici (CFe 4/4 4 e Ce 2/2 15), tre carrozze (C 28÷30), quattro carri merce (K 38÷39 e L 48÷49) e due carrelli trasbordatori (OR6 69÷70). I rotabili erano utilizzabili anche sulla LJB (e i rotabili della LJB potevano essere utilizzati anche sulla SNB). Nel 1919 si aggiunsero un'altra elettromotrice (CFe 4/4 3) e una quarta carrozza (C 20); a inizio anni Cinquanta vennero acquistati due carrelli trasbordatori (OR 71÷72) ed una carrozza ex ferrovia del Brünig (C 21). Nel 1955 fu acquistata dalla cessata Elektrische Strassenbahnen im Kanton Zug (ESZ) l'automotrice CFe 4/4 10.
Nel 1963 furono ordinati nuovi convogli in società con la OJB, consegnati tre anni dopo: due elettromotrici (Be 4/4 83÷84) e quattro rimorchiate pilota (Bt 102÷105). Due nuove elettromotrici entrarono in servizio nel 1971 e nel 1979.
Dal 1969, con l'apertura del deposito carburanti di Oberbipp, vennero acquistati due locomotori per il servizio merci dotati di respingenti compatibili con carri a scartamento normale: il De 4/4 52 proveniente dalla Solothurn-Zollikofen-Bern-Bahn (SZB) e il Ge 4/4 57 usato sino ad allora sulla rete tranviaria di Sciaffusa.
A partire dal 1985, in seguito alla creazione del consorzio OSST, i rotabili della SNB furono rinumerati.
Per il servizio merci tra Niederbipp e Oberbipp fu acquistato nel 1997 un locomotore Diesel a tre assi (Em 3/3 326) a scartamento normale, costruito dalla Henschel nel 1965.
Dal 2008 la Stadler ha consegnato all'ASm una serie di elettrotreni a tre casse (Be 4/8 110÷115, soprannominati dal costruttore "Star").